# Skobîcivske, Iampil
Skobîcivske (în ucraineană Скобичівське) este un sat în comuna Șatrîșce din raionul Iampil, regiunea Sumî, Ucraina.

## Demografie
Componența lingvistică a localității Skobîcivske
     Ucraineană (95,24%)
     Rusă (4,76%)
Conform recensământului din 2001, majoritatea populației localității Skobîcivske era vorbitoare de ucraineană (95,24%), existând în minoritate și vorbitori de rusă (4,76%).